# Эрзули
Эрзули (Erzulie) — является одним из духов-лоа, символизирует любовь и красоту в религии Вуду. В вудуистской иконографии изображается в виде Девы Марии.
Считается, что она часто бывает жестока и несправедлива к желаниям других женщин. Эрзули любит всё роскошное; так что всё лучшее, что есть в храме предназначено для Эрзули. Ей жертвуют сладости, духи, цветы и свечи. Символ Эрзули — пронзенное стрелой сердце. У Эрзули есть две основных ипостаси. Одна из них — Эрзули Дантор, черная женщина, «Святая Барбара Африканская», особенно покровительствующая лесбиянкам. Некоторые части спины у неё иссечены шрамами от ударов плетью. Другая ипостась — Эрзули Фреда, богатая белая женщина, богиня любви, которую тем не менее изображают в виде Скорбящей Матери.
По верованиям гаитян, Эрзули способна творить как добро, так и зло. В частности, для неё характерно проявление черт суккуба, она является мужчинам во снах, принимая обличье наиболее желанных для них женщин, и ночь за ночью постепенно лишает их жизненных сил. В этом поверье отражается более древняя сущность Эрзули, не связанная с христианскими мотивами. Вероятно, в древности эта лоа считалась исключительно злым духом.

## В массовой культуре
- Эрзули изображена в романе английского писателя Терри Пратчетта «Ведьмы за границей»  в качестве колдуньи вуду Эрзули Гоголь – высокой, красивой, смуглой[2].
- Оригинальный портрет Эрзули представлен в романе английской писательницы Зэди Смит «О красоте» (англ. “On Beauty”)[3].
- Эрзули и другие лоа вместе с адептами культа вуду изображены в романе Андрея Гусева «Наш жёсткий секс в Малинди»[4][5][6].
- Эрзули является одним из персонажей – прекрасной богиней любви – в мюзикле на Бродвее   “Once On This Island”[англ.].